# Didier Sanabria
Didier Antonio Sanabria (nacido en San Cristóbal, estado Táchira, el 26 de noviembre de 1974) es un exfutbolista profesional venezolano. Se desempeñaba en el terreno de juego como delantero y su último club fue el Trujillanos Fútbol Club de la Primera División de Venezuela. También fue uno de los integrantes de la Selección de fútsal de Venezuela apodada los héroes del 97 gracias al título conseguido de campeón del mundo en el año 1997 en México.

## Trayectoria
Didier comenzó su carrera como jugador de Fútbol sala con el equipo de Guayaberos del Táchira y se desempeñaba en el terreno de juego como pívot, fue internacional con la Selección Nacional de Venezuela en dicho deporte y obtuvo uno de los mayores logros para esta disciplina en el país, el cual fue el Mundial de Fútbol Sala De la AMF 1997 disputado en México, ganando la final del torneo a la Selección de fútbol sala de Uruguay con un marcador de 4 goles por cero. 
Luego Didier Sanabria se convertiría en jugador de Fútbol Profesional, llegando a jugar en la Selección de Fútbol de Venezuela y en diversos equipos del fútbol venezolano entre ellos el Deportivo Táchira obteniendo con éste la quinta estrella de la escuadra aurinegra.

## Selección nacional
- Ha sido internacional con la Selección de fútbol de Venezuela.
- También ha sido internacional con la Selección de fútbol sala de Venezuela.

## Clubes
| Club                          | País      | Año       |
| ----------------------------- | --------- | --------- |
| Deportivo Táchira Fútbol Club | Venezuela | 1995-2001 |
| Estudiantes de Mérida         | Venezuela | 2001-2002 |
| Portuguesa Fútbol Club        | Venezuela | 2003-2004 |
| Trujillanos Fútbol Club       | Venezuela | 2004-2005 |

## Palmarés

### Campeonatos nacionales
| Título                        | Club              | País      | Año     |
| ----------------------------- | ----------------- | --------- | ------- |
| Primera División de Venezuela | Deportivo Táchira | Venezuela | 1999-00 |

### Campeonatos internacionales
| Título                                 | Selección | País   | Año  |
| -------------------------------------- | --------- | ------ | ---- |
| Campeonato Mundial de futsal de la AMF | Venezuela | México | 1997 |